# Luțk
Luțk (în ucraineană Луцьк) este oraș regional în regiunea Volînia, Ucraina. Deși subordonat direct regiunii, orașul este și reședința raionului Luțk. 

## Demografie
Componența lingvistică a orașului Luțk
     Ucraineană (92,87%)
     Rusă (6,79%)
     Alte limbi (0,17%)
Conform recensământului din 2001, majoritatea populației orașului Luțk era vorbitoare de ucraineană (92,87%), existând în minoritate și vorbitori de rusă (6,79%).